# John Collins
John Collins (n. 25 martie 1625 la Woodeaton, Oxfordshire - d. 10 noiembrie 1683 la Londra) a fost un matematician și istoriograf englez.
Este cunoscut în special pentru corespondența intensă pe care a purtat-o cu matematicieni ca: Giovanni Alfonso Borelli, Gottfried Wilhelm von Leibniz, Isaac Newton și John Wallis.

## Biografie
Tinerețea și-a petrecut-o pe mare în serviciul unui căpitan de vapor.
Reîntors în Anglia, a studiat matematică și a primit un serviciu la Biroul Contribuțiilor Financiare.
Ca urmare a lucrărilor publicate, în anul 1667 este admis ca membru al Royal Society, fiind supranumit de savanții timpului "Mersenne englez".

## Activitate științifică
Activitatea sa constă în domeniul istoriei matematicii prin sprijinul pe care l-a acordat editorilor de opere vechi și noi, și în vasta sa corespondență științifică.
Toate lucrările lui Collins prezintă o importanță deosebită pentru istoria matematicii.
În 1671 a cercetat așa-numită "problemă Snellius-Pothenot".

## Scrieri
- 1652: Introduction to merchant's accompts
- 1658: The sector on a quadrant
- 1659: Mariners plain scale new plained.

În 1712 a apărut post-mortem o colecție de scrisori între Leibniz și Newton asupra calculului diferențial și integral, scrisori publicate sub îngrijirea lui Collins.